# Dieser Mann ist gefährlich
Dieser Mann ist gefährlich (Originaltitel: Cet homme est dangereux) ist ein französischer Kriminalfilm aus dem Jahr 1953 nach dem gleichnamigen Roman von Peter Cheyney. Der Film ist der zweite Auftritt Eddie Constantines als Lemmy Caution. Der französische Kinostart war am 22. November 1953, in die westdeutschen Kinos kam der Film am 19. Februar 1954.

## Handlung
FBI-Agent Lemmy Caution baut sich eine falsche Tarnung als gesuchter Mörder auf, um die internationale Verbrecherbande um den Gangster Siegella zu überführen. Unter einem Decknamen befreit er die vergnügungssüchtige Millionenerbin Miranda aus einem illegalen Spielcasino, welches der Gangsterboss Goyas auf einer Yacht vor Marseille betreibt. Goyas’ Plan das Mädchen zu entführen, um von ihrem Vater Lösegeld zu erpressen ist damit verhindert. Da Goyas Lemmys Kontaktperson McFee ermordet hat, schmeißt der Agent den Gangster von Bord und lässt ihn ertrinken.
Nachdem Lemmy Miranda ins Hotel gebracht hat, wird er von Siegella kontaktiert. Auch dessen Gangsterbande plant Miranda zu entführen. Lemmy, den sie als gesuchten Verbrecher identifiziert haben, soll ihnen dabei behilflich sein. Von Mirandas Kammerzofe erfährt Lemmy am nächsten Tag den aktuellen Aufenthaltsort der Erbin. Er reist Miranda nach und trifft sie auf einer Modenschau. In Paris wird Lemmy von Dora, der ehemaligen Geliebten des von Lemmy getöteten Goyas kontaktiert. Die Bande hält weiterhin am Plan einer Entführung fest. Dora bietet Lemmy die Leitung der Gangsterbande an.
Siegella lockt Miranda in eine abgelegene Villa auf dem Lande, hier hat die Bande für das Mädchen extra ein illegales Spielcasino eingerichtet. Lemmy schickt Goyas’ Bande ebenfalls ins Casino. Nachdem Dora von Siegellas Männern ermordet wird, beginnen sich die hinterbliebenen rivalisierenden Bandenmitglieder gegenseitig zu erschießen. Siegella gelingt es mit einem Teil seiner Bande Miranda in seine Gewalt zu bringen und zu entkommen.
Sie finden ihr Versteck in einem alten Kloster. Siegella vermisst eine Mappe mit Beweisen gegen ihn, die Lemmy bei der toten Dora gefunden und an sich genommen hat. Der Agent informiert die Polizei mit einem anonymen Anruf über seinen Aufenthalt. Bei einem Treffen zwischen ihm und Constance, wo er den Besitz der Mappe zugibt, wird Lemmy unter dem Blick der Gangsterbraut verhaftet. Bei der Polizei übergibt Lemmy die Beweise und gibt Anweisung über die weitere Vorgehensweise um Miranda zu befreien.
Lemmy täuscht bei der Überführung ins Gefängnis seine Flucht vor, sein anschließendes Treffen mit Constance wird von der Polizei beobachtet. Diese nimmt zur Fahrt ins Bandenversteck die Verfolgung der Gangsterbraut auf. Leider verlieren die Beamten den Anschluss, womit Lemmy vorerst auf sich allein gestellt ist. Als ein Bandenmitglied die zahlreichen herumstreifenden Polizisten bemerkt, wird Lemmys Spiel durchschaut. Es gelingt den Gangstern Lemmy zu überrumpeln und zu fesseln. Siegella zündet ein Feuer in Lemmys Versteck an und trifft Vorbereitungen zur Flucht mit der Entführten. Nachdem sich Lemmy mit Hilfe einer Glasscherbe von den Fesseln befreien konnte, stellt er Constance und Siegella. Es kommt zum Catfight zwischen Constance und Miranda. Lemmy gelingt es Siegella zu überrumpeln, als schließlich die Polizei eintrifft.

## Rezeption
Cinema schrieb: „Hier prasseln zuhauf Schläge und lockere Sprüche nieder.“
Das Lexikon des internationalen Films beschreibt den Film als „..spannend und nicht ohne Witz.“

## Veröffentlichung
In Westdeutschland wurde der Film unter dem Titel „Dieser Mann ist gefährlich“ ausgestrahlt. Die Illustrierte Film-Bühne und einige Aushangfotos weisen zusätzlich den Untertitel „Der Linkshänder“ aus. In Österreich lief der Streifen als „FBI sucht Lemmy Caution“.
1991 veröffentlichte PolyGram den Film als VHS.

## Synchronisation
Eddie Constantin wird hier von Hans Nielsen gesprochen.